# ヤマハミュージックメディア
株式会社ヤマハミュージックメディア（Yamaha Music Media Corporation）は、かつて存在したヤマハグループの出版社。書籍、雑誌、楽譜、ビデオ、CD-ROMなどの出版物、マルチメディアの商品を制作・販売していた。

## 概要
2007年6月1日に、ヤマハグループ内で音楽ソフト業務を統括する持株会社ヤマハミュージックエンタテインメントホールディングスの100%子会社となり、同時にヤマハの携帯・PC音楽配信事業を継承した。2017年4月1日にヤマハミュージックエンタテインメントホールディングスへ吸収合併され解散した。
- 所在地 : 〒171-0033 東京都豊島区高田3-19-10 昭栄高田馬場ビル
- 設立 : 1994年4月20日
- 資本金 : 3億5000万円

## 取扱商品

### 楽譜
- 一般楽譜
  - ピアノ
  - エレクトーン[注 1]
  - 管楽器
  - 弦楽器
  - 打楽器
  - 吹奏楽 - ニュー・サウンズ・イン・ブラスシリーズなど
  - ボーカル
  - その他楽譜全般
- 欧米著名出版社からの輸入楽譜販売
- 海外楽譜の貸出

### 書籍
- 分野問わず書籍を出版している（音楽関連が多いがそれに限らない）。

### 雑誌
- 月刊ピアノ
- 極上のピアノ
- 月刊エレクトーン
- Go!Go! GUITAR
- JAZZ JAPAN

### ビデオ
- NHKの音楽関連レッスンビデオ
- 世界名作絵本ビデオ
- その他

### 音楽ソフトウェア
- Muma（音楽ソフト店頭自動販売システム）によるMIDIデータ、エレクトーンデータ、電子楽譜等
- 楽譜対応ソフトウェア

### コンピュータソフトウェア
- 英国Sibelius Software Ltd.の楽譜作成ソフトウェアSibeliusの輸入販売

### インターネットサービス
- 各種楽譜、データのダウンロード販売
- PC・携帯・店頭端末向け音楽データの配信
  - Muma
  - MySound
  - ネットカラオケサービス パソカラホーダイ
  - 音楽コミュニティサイト プレイヤーズ王国
  - モバイルヤマハ